# Fira de la puríssima
La Fira de la Puríssima és una fira que se celebra anualment a Sant Boi de Llobregat. Té lloc els dies 6, 7 i 8 de desembre per diversos carrers i altres espais emblemàtics de la vila de Sant Boi de Llobregat amb prop de 52.000 m2 de recinte firal, 11.900 m2 de superfície d'exposició i més de 480 expositor, que generen un impacte econòmic aproximat de 5 milions d'euros.

## Història
Les arrels de la Fira les trobem en l'exposició de pomes que es va començar a celebrar en 1931 a l'estatge de l'antiga biblioteca municipal, i on també hi s'hi va celebrar el primer concurs de fruiteraires. L'any 1947 es va deixar de celebrar l'exposició de fruites de temporada en el mesos d'estiu per esdevenir-se en una fira i exposició de plantes, arbres fruiters i d'ornamentació el dia 8 de desembre del mateix any. No va ser fins al 1956 quan es va adoptar per primer cop el nom de Fira de la Puríssima.
A les acaballes de l'any 1960, la revista local Vida Samboyana recollia escrits força crítics amb la Gira on s'apuntava que aquesta havia entrat en declivi i que, per remuntar-la, calia la col·laboració de tota la població: particulars i entitats. El novembre de 1961 s'anuncià la creació d'un Patronat què, amb una major disponibilitat econòmica a conseqüència de la participació de l'administració local, hauria de vetllar per bona organització i desenvolupament de la Fira. Aquesta, incentivada per un ampli desplegament publicitari, es va multiplicar amb relació a les crítiques edicions dels anys anteriors. Una altra data remarcable va ser l'edició de 1967 que es va aprofitar per inaugurar el nou mercat de Sant Jordi que venia a cobrir la demanada d'un ampli sector de la població, de nova implantació. La Fira arribaria, l'any 1971, a la seva 26a edició.
La Fira de la Puríssima ha comptat, any rere any, amb la visita de destacades personalitats polítiques com ara Josep Tarradellas i Jordi Pujol, presidents de la Generalitat; diversos presidents de les altres Comunitats Autònomes; ministres i consellers d'Agricultura i la representació institucional i popular dels municipis amb els quals l'ajuntament de Sant Boi manté signats protocols d'agermanament com ara Azuaga i Don Benito (Extremadura).
Els dies 6, 7 i 8 de desembre de 1996 va celebrar la cinquantena edició de la festa municipal. L'ubicació del recinte firal ha anat variant al mateix ritme que la població. La Rambla Rafael Casanova, la plaça de l'ajuntament, el carrer Jaume I, la plaça Catalunya, el Carreu Baldiri Aleu,... Actualment la Fira té lloc els dies 6, 7 i 8 de desembre.